# Liste estnischer Zeitungen
Diese Liste zeigt die wichtigsten Zeitungen in Estland. Die Auflage (Stand: August 2009) ist in Klammern angegeben.

## Überregionale Tageszeitungen
- Äripäev, Wirtschaftszeitung (14.400)
- Eesti Päevaleht (31.300)
- Postimees (57.300)
- Õhtuleht, Boulevardzeitung (55.200)

## Regionalzeitungen
- Elva Postipoiss (1600)
- Harju Ekspress (5000)
- Hiiu Leht (2900)
- Infopress (7500)
- Järva Teataja (5000)
- Koit (3200)
- Kurjer (6000)
- Lääne Elu (4200)
- Meie Maa (7300)
- Narva (11.000)
- Nädaline (3100)
- Oma Saar (4500)
- Pőhjarannik/Severnoje Poberezje (7300)
- Pärnu Postimees (14.000)
- Sakala (9800)
- Sillamjaeski Vestnik (1000)
- Sőnumitooja (1900)
- Valgamaalane (3100)
- Vali Uudised (2000)
- Virumaa Teataja (7300)
- Viru Prospekt (3200)
- Vooremaa (2700)
- Vőrumaa Teataja (4800)

## Überregionale Wochenzeitungen
- Delovője Vedomosti (4400)
- Den za Dnjom (13.100)
- Eesti Ekspress (35.200)
- Komsomolskaja Pravda (15.000)
- Maaleht (42.000)
- MK-Estonia (11.000)

## Fachzeitungen (Wochenblätter)
- Eesti Kirik (2100), lutherische Kirchenzeitung
- Sirp (4900), Kultur
- Terviseleht (3000), Gesundheit
- Õpetajate Leht (3300), Pädagogik

## Gratiszeitungen
- Tallinna Linnaleht, estnischsprachig (30.000)
- Tallinna Linnaleht, russischsprachig (20.000)
- Tartu-Pärnu Linnaleht (24.000)

## Fremdsprachige Zeitungen (Baltikum)
- The Baltic Times, englischsprachige Wochenzeitung
- Baltische Rundschau, deutschsprachige Monatszeitung
- Валкъ, russischsprachige Zeitung

## Historische Zeitungen (Auswahl)
- Päevaleht (1905–1940), estnische Tageszeitung 1905–1940
- Rahva Hääl, ehemaliges Parteiorgan der Kommunistischen Partei Estlands
- Rahvaleht, unabhängige estnische Zeitung 1923–1940
- Uus Eesti, estnische Tageszeitung 1935–1940
- Vaba Maa, estnische Tageszeitung 1918–1938